# Gornji Kneginec
Gornji Kneginec je opčina ve Varaždinské župě v Chorvatsku. Opčinu tvoří 5 sídel. V roce 2011 žilo v celé opčině 5 349 obyvatel, v samotné vesnici Gornji Kneginec 743 obyvatel.

## Části opčiny
- Donji Kneginec
- Gornji Kneginec
- Lužan Biškupečki
- Turčin
- Varaždin Breg